# روبرت ودبيري
روبرت ودبيري هو متسابق يخت ومهندس معماري كندي، ولد في 10 مايو 1955.

## روابط خارجية
- روبرت ودبيري على موقع اللجنة الأولمبية الكندية (الإنجليزية)